# عزة بدر
الدكتورة عزة عوض بدر عوض هي كاتبة قصة ورواية وشاعرة مصرية من من مواليد القاهرة.

## مشوارها
نشأت عزة بدر بمدينة دمياط، حصلت على تعليمها قبل الجامعي في دمياط، وحصلت على الماجستير في الإعلام من قسم الصحافة والنشر من كلية الإعلام جامعة القاهرة عام 1990 عن رسالتها (مجلة الثقافة 1939–1953 دراسة تاريخية وفنية) بتقدير ممتاز، وحصلت على الدكتوراه في الإعلام من كلية الإعلام جامعة القاهرة عام 1995 عن رسالتها (المجلات الأدبية في مصر من عام 1954–1981 دراسة تاريخية وفنية).
عزة بدر مدير تحرير مجلة صباح الخير التابعة لمؤسسة روز اليوسف، وعضوة حالية بلجنة القصة بالمجلس الأعلى للثقافة منذ 1 ديسمبر 2015، ومقررة ندوة تواصل بذات اللجنة.

## الجوائز
حصلت عزة بدر على جائزة الدولة التشجيعية في أدب الرحلات عام 2002 عن كتابها (أم الدنيا، صورة قلمية للقاهرة والناس)، كما حصلت على جائزة محمود تيمور في القصة القصيرة (شهادة تقدير) من المجلس الأعلى للثقافة عن مجموعتها القصصية (أعناق الورد) عام 2002، وجائزة اتحاد كتاب مصر للقصة القصيرة لعام 2019 عن مجموعتها القصصية (موجة دافئة)، وحصلت على جوائز التفوق في المقال والحوار.

## كتب
| الاسم                                                       | دار النشر                             | تاريخ النشر    | عدد الصفحات | ردمك ISBN            | المصدر |
| ----------------------------------------------------------- | ------------------------------------- | -------------- | ----------- | -------------------- | ------ |
| ألف متكأ وبحر                                               | مكتبة الأسرة                          | 1 يناير 1989   |             |                      | [ 6 ]  |
| اعناق الورد: قصص                                            | مكتبة الأسرة                          | 1 يناير 2003   | 80          | (ردمك 9770187518)    | [ 8 ]  |
| رحلات بنت قطقوطة                                            | دار أخبار اليوم                       | 1 يناير 2010   | 129         | (ردمك 9770813230)    | [ 9 ]  |
| محمود درويش "وطن في شاعر"                                   | مؤسسة دار الهلال السلسلة: كتاب الهلال | 1 أكتوبر 2011  | 268         | (ردمك 9770715042)    | [ 10 ] |
| تواصل                                                       | المجلس الأعلى للثقافة                 | 18 سبتمبر 2013 | 420         | (ردمك 9789777044882) | [ 12 ] |
| موجة دافئة                                                  | الهيئة المصرية العامة للكتاب          | 1 يناير 2016   | 152         |                      | [ 13 ] |
| المجلات الأدبية في مصر من 1954 إلى 1981م                    | المجلس الأعلى للثقافة                 | 1 يناير 2016   | 752         | (ردمك 9789777181051) | [ 15 ] |
| على باب الدُنيَا                                              | الدار المصرية اللبنانية               | 1 يناير 2017   | 144         | (ردمك 9789777951173) | [ 16 ] |
| قميص البحر                                                  | دار المعارف                           | 15 يناير 2019  | 150         | (ردمك 9789770288653) | [ 17 ] |
| الحياة في مقامر الحيرة "قراءة في أعمال نجيب محفوظ المجهولة" | دار المعارف                           | 17 يناير 2019  | 212         | (ردمك 9789770288603) | [ 18 ] |
| تجديد الخطاب الثقافي                                        | مؤسسة دار الهلال                      | 1 أبريل 2019   |             |                      | [ 19 ] |
| أم الدنيا                                                   |                                       |                |             |                      | [ 1 ]  |
| صورة قلمية للقاهرة والناس                                   |                                       |                |             |                      | [ 1 ]  |
| أعناق الورد                                                 | الهيئة المصرية العامة للكتاب          |                |             |                      | [ 1 ]  |
| عالم السيرك المدهش                                          |                                       |                |             |                      | [ 1 ]  |
| ديوان بالعامية المصرية للأطفال                              |                                       |                |             |                      | [ 1 ]  |
| صورة للعائلة                                                | الهيئة المصرية العامة للكتاب          |                |             |                      | [ 21 ] |
| ثوب غزالة                                                   |                                       |                |             |                      |        |

## الشعر
| الاسم             | دار النشر             | تاريخ النشر  | عدد الصفحات | ردمك ISBN         | المصدر |
| ----------------- | --------------------- | ------------ | ----------- | ----------------- | ------ |
| ألف متكأ وبحر     | مكتبة الأسرة          | 1 يناير 2004 | 106         | (ردمك 9770192406) | [ 23 ] |
| وهذه الزوايا وفمى |                       |              |             |                   | [ 1 ]  |
| حق اللجوء العاطفي |                       |              |             |                   | [ 3 ]  |
| مكتوب بماء الورد  | المجلس الأعلى للثقافة | 2019         |             |                   | [ 24 ] |

## مقالات
- القاهرة الساحرة[3]
- رمضان الذي نعشقه[3]